# Associazione Calcio Hellas Verona 1960-1961

## Rosa
| N. |                   | Ruolo | Calciatore          |
| -- | ----------------- | ----- | ------------------- |
|    | Italia (bandiera) | P     | Giorgio Bissoli     |
|    | Italia (bandiera) | P     | Santino Ciceri      |
|    | Italia (bandiera) | D     | Auro Enzo Basiliani |
|    | Italia (bandiera) | D     | Sante Begali        |
|    | Italia (bandiera) | D     | Enrico Bertelli     |
|    | Italia (bandiera) | D     | Eros Fassetta       |
|    | Italia (bandiera) | D     | Lino Grava          |
|    | Italia (bandiera) | D     | Franco Rampazzo     |
|    | Italia (bandiera) | D     | Giancarlo Savoia    |
|    | Italia (bandiera) | C     | Pierluigi Cera      |
|    | Italia (bandiera) | C     | Pietro Fiorindi     |

| N. |                   | Ruolo | Calciatore         |
| -- | ----------------- | ----- | ------------------ |
|    | Italia (bandiera) | C     | Sergio Morin       |
|    | Italia (bandiera) | C     | Fabrizio Nicoletti |
|    | Italia (bandiera) | C     | Luciano Pacco      |
|    | Italia (bandiera) | C     | Alfio Paoloni      |
|    | Italia (bandiera) | C     | Mauro Spaggiari    |
|    | Italia (bandiera) | C     | Erasmo Zamperlini  |
|    | Italia (bandiera) | C     | Eliseo Zerlin      |
|    | Italia (bandiera) | A     | Antonio Corso      |
|    | Italia (bandiera) | A     | Giuseppe Cosma     |
|    | Italia (bandiera) | A     | Alberto Fontanesi  |
|    | Italia (bandiera) | A     | Giovanni Zavaglio  |

## Risultati

### Serie B

#### Girone di andata
| 25 settembre 1960 1ª giornata | Verona | 1 – 4 | Palermo |  |

| 2 ottobre 1960 2ª giornata | Verona | 2 – 1 | Messina |  |

| 9 ottobre 1960 3ª giornata | Genoa | 3 – 1 | Verona |  |

| 16 ottobre 1960 4ª giornata | Verona | 0 – 0 | Triestina |  |

| 23 ottobre 1960 5ª giornata | Alessandria | 2 – 0 | Verona |  |

| 30 ottobre 1960 6ª giornata | Verona | 0 – 0 | Novara |  |

| 6 novembre 1960 7ª giornata | Sambenedettese | 2 – 0 | Verona |  |

| 1º settembre 1991 8ª giornata | Verona | 2 – 1 | Brescia |  |

| 20 novembre 1960 9ª giornata | Verona | 1 – 1 | Simmenthal-Monza |  |

| 27 novembre 1960 10ª giornata | Reggiana | 1 – 0 | Verona |  |

| 9 dicembre 1984 11ª giornata | Venezia | 1 – 0 | Verona |  |

| 11 dicembre 1960 12ª giornata | Verona | 5 – 3 | Marzotto Valdagno |  |

| 18 dicembre 1960 13ª giornata | Ozo Mantova | 0 – 1 | Verona |  |

| 25 dicembre 1960 14ª giornata | Verona | 1 – 1 | Foggia & Incedit |  |

| 1º gennaio 1961 15ª giornata | Prato | 0 – 0 | Verona |  |

| 8 gennaio 1961 16ª giornata | Verona | 1 – 1 | Como |  |

| 15 gennaio 1961 17ª giornata | Verona | 1 – 0 | Parma |  |

| 22 gennaio 1961 18ª giornata | Pro Patria | 3 – 1 | Verona |  |

| 29 gennaio 1961 19ª giornata | Catanzaro | 1 – 0 | Verona |  |

#### Girone di ritorno
| 5 febbraio 1961 20ª giornata | Palermo | 5 – 0 | Verona |  |

| 12 febbraio 1961 21ª giornata | Messina | 1 – 0 | Verona |  |

| 19 febbraio 1961 22ª giornata | Verona | 0 – 0 | Genoa |  |

| 26 febbraio 1961 23ª giornata | Triestina | 0 – 0 | Verona |  |

| 5 marzo 1961 24ª giornata | Verona | 0 – 1 | Alessandria |  |

| 12 marzo 1961 25ª giornata | Novara | 0 – 0 | Verona |  |

| 19 marzo 1961 26ª giornata | Verona | 2 – 1 | Sambenedettese |  |

| 26 marzo 1961 27ª giornata | Brescia | 1 – 0 | Verona |  |

| 2 aprile 1961 28ª giornata | Simmenthal-Monza | 0 – 0 | Verona |  |

| 9 aprile 1961 29ª giornata | Verona | 2 – 3 | Reggiana |  |

| 16 aprile 1961 30ª giornata | Verona | 0 – 0 | Venezia |  |

| 23 aprile 1961 31ª giornata | Marzotto Valdagno | 1 – 1 | Verona |  |

| 30 aprile 1961 32ª giornata | Verona | 0 – 1 | Ozo Mantova |  |

| 7 maggio 1961 33ª giornata | Foggia & Incedit | 2 – 1 | Verona |  |

| 11 maggio 1961 34ª giornata | Verona | 1 – 0 | Prato |  |

| 14 maggio 1961 35ª giornata | Como | 1 – 2 | Verona |  |

| 21 maggio 1961 36ª giornata | Parma | 0 – 1 | Verona |  |

| 28 maggio 1961 37ª giornata | Verona | 3 – 2 | Pro Patria |  |

| 4 giugno 1961 38ª giornata | Verona | 1 – 0 | Catanzaro |  |

### Coppa Italia
| 4 settembre 1960 Primo turno | Verona | 1 – 2 | Marzotto Valdagno |  |

## Statistiche

### Statistiche di squadra
| Competizione | Punti | In casa | In casa | In casa | In casa | In casa | In casa | In trasferta | In trasferta | In trasferta | In trasferta | In trasferta | In trasferta | Totale | Totale | Totale | Totale | Totale | Totale | DR  |
| Competizione | Punti | G       | V       | N       | P       | Gf      | Gs      | G            | V            | N            | P            | Gf           | Gs           | G      | V      | N      | P      | Gf     | Gs     | DR  |
| ------------ | ----- | ------- | ------- | ------- | ------- | ------- | ------- | ------------ | ------------ | ------------ | ------------ | ------------ | ------------ | ------ | ------ | ------ | ------ | ------ | ------ | --- |
| Serie B      | 34    | 19      | 8       | 7       | 4       | 23      | 20      | 19           | 3            | 5            | 11           | 8            | 24           | 38     | 11     | 12     | 15     | 31     | 44     | -13 |
| Coppa Italia |       | 1       | 0       | 0       | 1       | 1       | 2       | -            | -            | -            | -            | -            | -            | 1      | 0      | 0      | 1      | 1      | 2      | -1  |
| Totale       |       | 20      | 8       | 7       | 5       | 24      | 22      | 19           | 3            | 5            | 11           | 8            | 24           | 39     | 11     | 12     | 16     | 32     | 46     | -14 |

### Statistiche dei giocatori
| Giocatore     | Serie B  | Serie B | Coppa Italia | Coppa Italia | Totale   | Totale |
| Giocatore     | Presenze | Reti    | Presenze     | Reti         | Presenze | Reti   |
| ------------- | -------- | ------- | ------------ | ------------ | -------- | ------ |
| A. Basiliani  | 36       | 4       | -            | -            | 36       | 4      |
| S. Begali     | 5        | 0       | 1            | 0            | 6        | 0      |
| E. Bertelli   | 2        | 0       | -            | -            | 2        | 0      |
| G. Bissoli    | 9        | -11     | -            | -            | 9        | -11    |
| P. Cera       | 35       | 1       | 1            | 0            | 36       | 1      |
| S. Ciceri     | 29       | -33     | 1            | -2           | 30       | -35    |
| A. Corso      | 14       | 1       | 1            | 0            | 15       | 1      |
| G. Cosma      | 33       | 8       | 1            | 0            | 34       | 8      |
| E. Fassetta   | 27       | 1       | 1            | 0            | 28       | 1      |
| P. Fiorindi   | -        | -       | 1            | 0            | 1        | 0      |
| A. Fontanesi  | -        | -       | 1            | 0            | 1        | 0      |
| L. Grava      | 26       | 0       | 1            | 0            | 27       | 0      |
| S. Morin      | 25       | 0       | -            | -            | 25       | 0      |
| F. Nicoletti  | 4        | 0       | 1            | 0            | 5        | 0      |
| L. Pacco      | 17       | 1       | -            | -            | 17       | 1      |
| A. Paoloni    | 7        | 1       | -            | -            | 7        | 1      |
| F. Rampazzo   | 24       | 0       | -            | -            | 24       | 0      |
| G. Savoia     | 19       | 1       | -            | -            | 19       | 1      |
| M. Spaggiari  | 3        | 0       | -            | -            | 3        | 0      |
| E. Zamperlini | 38       | 0       | 1            | 0            | 39       | 0      |
| G. Zavaglio   | 24       | 9       | -            | -            | 24       | 9      |
| E. Zerlin     | 19       | 3       | -            | -            | 19       | 3      |